# Colegio Nacional de Agricultura de Lima
El Colegio Nacional de Agricultura de Lima o Escuela Nacional de Agricultura fue fundada en 1902. Esta institución tiene una larga historia que continúa hasta nuestros días. La idea de fundar una escuela de agricultura tiene su origen en la época de la Confederación Peruano-boliviana. El General Santa Cruz en 1837 se preocupó por la creación de un Instituto Agrícola o Escuela Técnica Agropecuaria.
En 1901, el presidente Eduardo López de Romaña mandó traer una misión de ingenieros de Bélgica provenientes de la Facultad Universitaria de Ciencias Agronómicas de Gembloux. A la cabeza de este grupo estuvo Jorge Vanderghem, su misión fue organizar la Escuela Nacional de Agricultura y Veterinaria. Tuvo sede en Santa Beatriz.
En 1912, abre la Estación Experimental de La Molina (denominado Estación Central Agronómica) en Ate Vitarte (desde 1962 es parte de La Molina) y en 1933 se mudan a la nueva sede en el Valle de Ate. Actualmente es una escuela de la Universidad Nacional Agraria La Molina.